# Radikal konsonant
Radikal konsonant av latinets radix, rot. En konsonant som produceras genom att tungroten bildar en förträngning i svalget. Mest typiska radikala konsonanter i svenskan är h-ljudet som i "hatt" och stöten i "nä-ä" och "ja-a".